# Hansel & Gretel: Thợ săn phù thủy
Hansel và Gretel: Thợ săn Phù thủy (tên gốc tiếng Anh: Hansel & Gretel: Witch Hunters) là một phim hành động kinh dị giả tưởng của Mỹ - Đức hợp tác, phát hành năm 2013, đồng sáng tác và đạo diễn bởi nhà làm phim Na Uy Tommy Wirkola và quay phim trong 3D. Nó là sự tiếp nối cho câu chuyện cổ tích dân gian Đức " Hansel và Gretel ", được ghi lại bởi Anh em nhà Grimm xuất bản vào năm 1812. Các diễn viên Jeremy Renner và Gemma Arterton trong vai diễn ở tiêu đề của phim, một bộ đôi anh trai và em gái chuyên nghiệp thợ săn phù thủy. Famke Janssen trong vai trò đứng đầu nhóm phù thủy ác độc chuyên bắt trẻ em để ăn thịt mà anh em thợ săn phù thủy truy lùng để tiêu diệt.